# Vergussmörtel
Vergussmörtel entsprechend der DAfStb-Richtlinie sind hochfeste, zementgebundene und nichtschrumpfende Mörtel, die in der Spitzenklasse bei einem Feststoff-Wasser-Verhältnis (in Gewichtsteilen) von 10 zu 1 bereits außergewöhnlich fließfähig sind.
Entwickelt wurde der Vergussmörtel in den 1960er Jahren, unter anderem von Arnfried Pagel.
Vergussmörtel sollten nachstehende technische Werte erreichen und nachweisen:
- Die Fließfähigkeitsnorm f3: Gemessen in der Fließrinne, muss der im 1-Liter-Trichter befindliche Vergussmörtel ein Fließmaß von 75 cm überschreiten.
- Die Druckfestigkeit in der Frühfestigkeitsklasse A hat nach 24 Stunden größer als 40 N/mm² zu sein.
- Die Druckfestigkeit in der Druckfestigkeitsklasse für Beton C100/115 übertragen auf Vergussmörtel sollte nach 91 Tagen gleichwertig oder höher sein.
- Die Voluminierung muss nach 24 Stunden mehr als 0,1 % betragen.
- Das Schwindmaß muss in der höchsten Klasse SK (VM-1) kleiner als 0,08 % sein.
- Die Korngröße des Vergussmörtels darf nicht mehr als 4 mm betragen.
- Die Expositionsklassen (Anforderungen an den maximalen Wasserzementwert, an die Druckfestigkeit, den Zementgehalt und den Porengehalt) für Festbeton sollten unbeanstandet erfüllt werden.
- Folgende höchste Klassen sollten zu erreichen sein:
  - XS3 in Tidebereichen, Spritzwasser- und Sprühnebelbereichen wie bei Hafenanlagen und bei Bauteile, die ständig unter Wasser liegen
  - XA3 bei chemisch stark angreifender Umgebung wie bei Industrieabwasseranlagen, Gärfuttersilos, Kühltürmen und Rauchgasableitungen
  - XM3 bei sehr starker Verschleißbeanspruchung, tragenden oder aussteifenden Industrieböden mit Beanspruchungen durch stahlrollenbereifte Gabelstapler oder Befahren durch Kettenfahrzeuge und bei Wasserbauwerken in geschiebebelastenden Gewässern

Vergussmörtel wurden etwa gleichzeitig in den USA und Deutschland Anfang der 1960er Jahre auf den Markt gebracht. In den USA war das Unternehmen Master Builders in Cleveland (Ohio) anfänglich Weltmarktführer, verfolgte aber das Prinzip der Aufrostung zur Überwindung der Schrumpfung. Hilfe leistete ein Chlorid-Katalysator, der feingemahlenes Eisen blitzartig aufrosten ließ und dadurch Voluminierung erzeugte.
Dieser Weg erwies sich als nicht zielführend, da durch Ionenwanderung ein rostbildender Angriff auf vergossene und nichtvergossene Eisenteile unvermeidlich war, was schließlich schwere Schäden hervorrief und zur Selbstzerstörung des Materials führte.
Etwa zur gleichen Zeit brachte Arnfried Pagel mit seinem Unternehmen Arnfried Pagel pers., Ing Bautechnische Produkte und Beratung einen vollkommen anders konzipierten Vergussmörtel auf den Markt.
Die Voluminierung wurde durch aufgeschlüsselte mineralische Zusatzstoffe bewirkt, die eine sehr präzise Dosierung erlaubten und eine Voluminierung in zehntel Prozentschritten garantierten.
Der meist gebräuchliche Voluminierungswert betrug 0,4 % bis zu 1 %.
Diese Erfindung setze sich nach dem Prinzip „Kraftübertragung durch Kraftschlüssigkeit“ schnell weltweit durch und ist heute die marktbeherrschende Variante.
Vergussmörtel erhielt Eingang in die DAfStb-Richtlinien des Deutschen Ausschlusses für Stahlbeton.
Diese Richtlinie wurde nötig, da die technischen Werte, belegt durch staatliche Prüfungszeugnisse für die meist relevanten Beanspruchungen, Eingang in komplizierte Kraftübertragungsberechnungen (Messung der Haftspannung) fanden. Da Vergußmörtel praktisch überall eingesetzt wurden, wurde eine staatliche Aufsicht, Zertifizierung, Ü-Zeichen und Überwachung erforderlich.
Der entscheidende Vorteil des neuen Vergussmörtels besteht darin, dass die Kräfte in der Maschine direkt ins Fundament abgeleitet werden und nicht wie früher über die Verankerung.
Die Unternehmen Krupp und Thyssen waren an der Erfindung von Pagel interessiert. Aus den Kraftübertragungsmessungen dieser beiden Unternehmen bestätigte sich, dass die Kräfte über den gesamten Verguss der Maschine abgeleitet wurden.
Ermittelt wurde ein Rückgang der Reparaturanfälligkeiten in den Lagern und an den Ankerbefestigungen von 60–80 %.
Dazu addierte sich eine wesentlich längere Produktionszeit, wesentlich geringerer Produktionsausfall und somit eine große Kosteneinsparung.
Nach diesen Messergebnissen und Erlangung staatlicher Prüfungszeugnisse war der Siegeszug dieses Mörtels nicht mehr aufzuhalten.
Der Mörtel fand daraufhin Eingang in die Konstruktionspläne der Maschinen- und Turbinenwerke wie bei Siemens, BBC und AEG.
Diese Unternehmen verlangten den Nachweis, wie sich Vergussmörtel unter Druck und gleichzeitiger Vibration verhält. Zuvor wurden alle Mörtel bei dieser Inanspruchnahme zerstört.
Der Vergussmörtel bestand diese Prüfung ohne irgendeine Abweichung von den technischen Maximalwerten, im Gegenteil: die Druckfestigkeit nahm durch die Vibrationsverdichtung und den Kapillardruck der Voluminierung zu.
Im Fertigteilbau ist der Vergussmörtel nicht mehr wegzudenken, da große Bauelemente über den Fugenverguss kraftübertragend eingebracht werden können. Hier wurde von großen Bauunternehmen und Prüfingenieuren eine Haftspannungsprüfung gefordert.
Früher waren Bewehrungsüberlappungen von einem Meter gebräuchlich. Bei Ausziehversuchen aus dem Vergussmörtel erreichten alle Bewehrungsstäbe von 25 mm Durchmesser bei einer Einstecktiefe von nur 15 cm eine Bruchlast von rund 361 kN.